# Théorème de Nagel
Ne pas confondre avec le théorème de Nagell-Lutz.
Il existe plusieurs théorèmes de Nagel, tous liés à la géométrie du triangle.

## Théorème I
Soit ABC un triangle. Soit H son orthocentre et soit O le centre du cercle circonscrit à ce triangle. Si l'angle {\displaystyle {\widehat {BAC}}} est aigu alors il a la même bissectrice que l'angle {\displaystyle {\widehat {HAO}}}.

### Démonstration
Le triangle ABC n'a aucun angle obtus

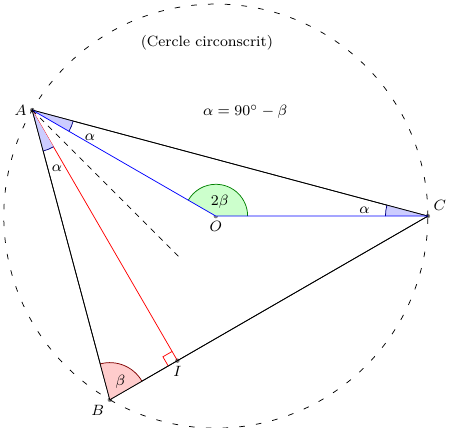
Théorème de Nagel dans un triangle acutangle.

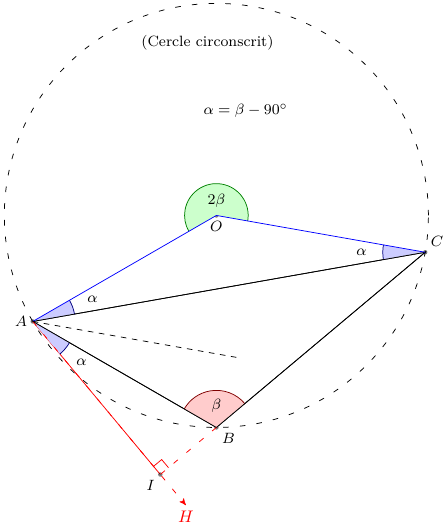
Théorème de Nagel dans un triangle obtusangle, 1er cas

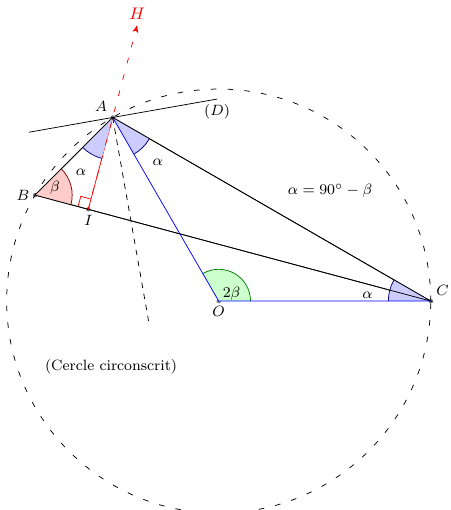
Théorème de Nagel dans un triangle obtusangle, 2e cas

Le centre du cercle circonscrit O et l'orthocentre H sont alors intérieurs au triangle ABC.
Soit β l'angle {\displaystyle {\widehat {ABC}}}, qui est inscrit dans le cercle circonscrit (voir Figure A). {\displaystyle {\widehat {COA}}} est l'angle au centre correspondant de valeur 2β. Le triangle AOC est isocèle car OA et OC sont des rayons du cercle circonscrit. Les angles {\displaystyle {\widehat {OAC}}} et {\displaystyle {\widehat {ACO}}} sont égaux entre eux et à α = π/2 - β.
Soit I le pied de la hauteur issue de A. Le triangle ABI est rectangle et l'angle {\displaystyle {\widehat {BAI}}} vaut π/2 - β = α.
La bissectrice de l'angle {\displaystyle {\widehat {BAC}}} est donc aussi la bissectrice de l'angle {\displaystyle {\widehat {IAO}}} qui est aussi l'angle {\displaystyle {\widehat {HAO}}}, puisque l'orthocentre H est intérieur au segment AI. On notera que l'angle {\displaystyle {\widehat {HAO}}} est nul lorsque les angles des sommets B et C du triangle ABC sont identiques, ce qui se produit si le triangle est équilatéral ou isocèle en A.
Le triangle ABC est rectangle
Le centre du cercle circonscrit O est le point milieu de l'hypoténuse, l'orthocentre H est le sommet de l'angle droit.
L'angle {\displaystyle {\widehat {HAO}}} n'est pas défini si A est le sommet de l'angle droit et le théorème de Nagel ne s'applique pas à ce sommet.
Pour un autre sommet, les angles {\displaystyle {\widehat {BAC}}} et {\displaystyle {\widehat {HAO}}} sont identiques puisque AH et AO sont les deux côtés du triangle qui joignent A. Ils ont donc la même bissectrice.
Le triangle ABC a un angle obtus
Le centre du cercle circonscrit O et l'orthocentre H sont alors tous deux extérieurs au triangle ABC.
Si A est un des deux sommets d'angle aigu (voir Figure B), la démonstration est similaire au cas du triangle sans angle obtus. La hauteur AI et le rayon AO sont ici des segments extérieurs au triangle. L'angle {\displaystyle {\widehat {IAO}}} et l'angle {\displaystyle {\widehat {HAO}}} sont identiques car l'orthocentre H est extérieur à la hauteur AI du côté du pied la hauteur.
Si l'angle en A est l'angle obtus (Voir Figure C) alors, toujours avec le même raisonnement, les angles {\displaystyle {\widehat {BAC}}} et {\displaystyle {\widehat {IAO}}} ont la même bissectrice. Toutefois, comme l'orthocentre H est ici extérieur au triangle mais du côté du sommet de la hauteur, la bissectrice de l'angle {\displaystyle {\widehat {HAO}}} est la droite (D) qui forme un angle de π/2 avec la bissectrice de l'angle {\displaystyle {\widehat {IAO}}} et le théorème de Nagel ne s'applique pas.
Conclusion
Sauf lorsque l'angle du sommet A considéré est droit, si l'on substitue l'orthocentre H par I le pied de la hauteur issue de A, alors les angles {\displaystyle {\widehat {BAC}}} et {\displaystyle {\widehat {OAI}}} ont toujours la même bissectrice.

## ThéorèmeIII
Housel énonce le théorème ainsi :

« Dans un triangle, les lignes qui joignent les pieds des hauteurs sont respectivement perpendiculaires aux rayons qui joignent les sommets avec le centre du cercle circonscrit. »

Les rayons du cercle circonscrit à un triangle passant par ses sommets sont orthogonaux aux côtés de son triangle orthique.

On peut le traduire ainsi : dans un triangle, les côtés du triangle orthique sont perpendiculaires aux rayons du cercle circonscrit passant par les sommets.

## Autres théorèmes de Nagel
Dans une note publiée dans les Nouvelles Annales de Mathématiques en 1860, Camille-Christophe Gerono et Olry Terquem citent cinq théorèmes établis par von Nagel datant de 1836, liés aux cercles inscrit et exinscrits d'un triangle.

« Les trois droites qui vont des sommets aux points de contact intérieurs des côtés opposés se coupent en un même point ; ce point, le centre du cercle intérieur, le centre de gravité de l'aire du triangle sont sur une même droite. Ce dernier point tombe entre les deux autres et partage leur intervalle dans le rapport de 1 : 2. »

Ce théorème établit l'existence du point de Nagel Na d'un triangle, son appartenance à la droite passant par le centre du cercle inscrit I et le centre de gravité G tel que NaG = 2GI.

« Les trois droites qui vont des sommets aux points de contact intérieurs se coupent en un même point I. Les trois droites qui vont respectivement des centres des cercles extérieurs aux points milieux des côtés du triangle qu'ils touchent se coupent en un même point I1 ; les points I, I1 et le centre de gravité de l'aire sont sur une même droite, et ce centre partage l'intervalle entre I et I1 dans le rapport de 1 : 2. »

Ce théorème établit l'existence du mittenpunkt Mi d'un triangle, son appartenance à la droite passant par le point de Gergonne (noté couramment Ge mais que von Nagel note I) et son centre de gravité G et sont tels que MiG = 2GGe.

« Les perpendiculaires abaissées des centres des cercles extérieurs sur les côtés du triangle qu'ils touchent, se coupent en un même point également éloigné de ces trois centres ; ce point, le centre du cercle inscrit, le centre du cercle circonscrit sont sur une même droite et ce dernier point est au milieu des deux autres points. »

Ce théorème établit l'existence du point de Bevan V d'un triangle, son appartenance à la droite passant par le centre du cercle inscrit et celui du cercle circonscrit O et sont tels que VO = OI.

« Prenons deux cercles extérieurs E1, E2, le cercle intérieur I; du centre de E1 abaissons une perpendiculaire sur le côté correspondant à E2 ; du centre E2 une perpendiculaire sur le côté correspondant à E1, et du centre de I une perpendiculaire sur le troisième côté : ces trois perpendiculaires se coupent en un même point également éloigné des trois centres des cercles E1 E2 ,1. Ce point, le centre du cercle extérieur E3, le centre du cercle circonscrit au triangle, sont sur une même droite, et le dernier point est au milieu des deux autres. »

« Soit le triangle ABC. Le cercle E touche BC (opposé à A) prolongé, en e1 ; le cercle E2 touche AC (opposé à B) prolongé, en e2; le cercle intérieur I touche AB (opposé à C), en i1; les trois droites Ae1, Be2, Ci1 se coupent en un même point; ce point, le centre du cercle
qui touche AB extérieurement et le centre de gravité sont sur une même droite, et ce dernier point partage l'intervalle entre les deux premiers dans le rapport de 1 : 2. »

Dans un langage plus moderne : on construit les points de Gergonne associés aux cercles exinscrits GeA, GeB, GeC, respectivement associés aux cercles exinscrits à A, B, C, de centres respectivement IA, IB, IC. On note KA, le point d'intersection de CGeB et BGeC. Alors les points IA, KA et le centre de gravité du triangle G sont alignés et tels que IAG = 2GKA. On construit de façon similaire les points KB et KC, qui ont des propriétés similaires.
Ce cinquième résultat présente les débuts de la théorie de l'extraversion en considérant les points adjoints de Gergonne et de Nagel.